# Орвието
Орвие́то (итал. Orvieto) — город в Италии, на юго-западе региона Умбрия. Расположен на плоской вершине туфового останца вулканического происхождения.
Покровителем коммуны почитается святой Иосиф Обручник, празднование 19 марта.
Является членом движения «Медленный город».

## История

### Период этрусков
Античный город (лат. urbs vetus) был основан во времена этрусков и зачастую связывается с этрусским городом Велзна (Волсиния). Орвието был одним из важнейших центров этрусской цивилизации; входил в этрусский союз.

## Римский период
Орвието был захвачен римлянами в III веке до нашей эры. После падения Римской империи город приобрёл особое значение: туда был переведён из Больсены епископат, город удерживался готами и лангобардами до установления городского самоуправления (коммуны) в X веке. Связь города с папской властью была тесной, в X веке папа Бенедикт VII вместе с племянником Филиппо Альберичи посетил Орвието. Позднее, в 1016 году, Альберичи поселился в городе и стал его консулом.

## Средневековый город
С 1201 года город имел самоуправление во главе с подеста. Три семьи играли важную роль в городе: Мональдески, Филипески и Альберичи. До наших дней сохранилась лишь семья Альберичи. Город стал одним из культурных центров, когда Фома Аквинский преподавал в местном университете (студиуме). Ныне в городе действует филиал Университета Перуджи.

## Папская территория
Город несколько столетий находился под папским контролем, а в 1860 году вошёл в состав объединённой Италии.

## Достопримечательности города

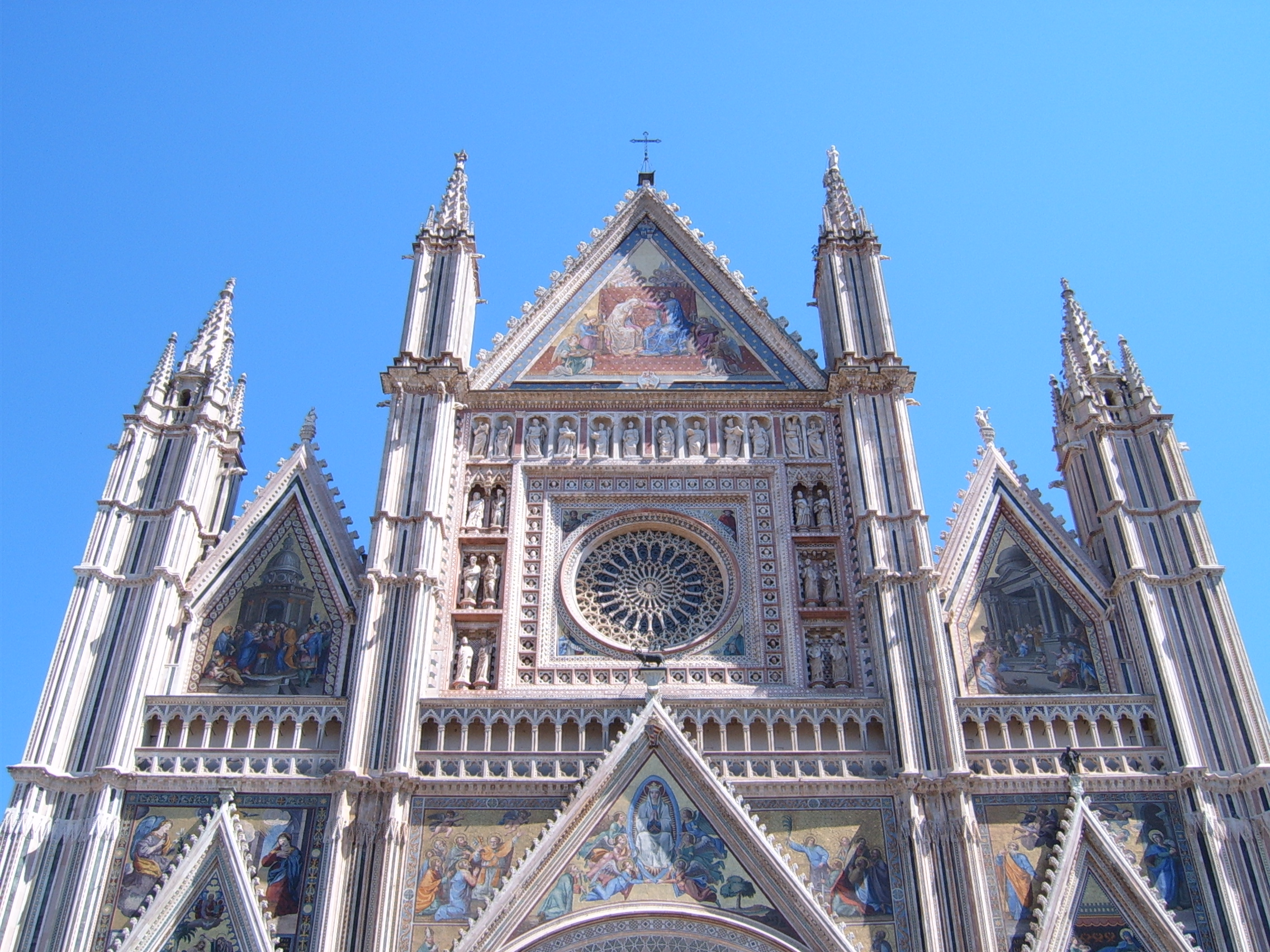
Фасад собора (Дуомо)

### Дуомо
Орвието славится своим готическим кафедральным собором. Точное название: Соборная базилика Вознесения Девы Марии (итал. Duomo di Orvieto; La basilica cattedrale di Santa Maria Assunta) — римско-католическая базилика, посвящённая Вознесению Мадонны; (итал. Assunta — «Вознесённая»).
Проектирование собора приписывалось Арнольфо ди Камбио, однако в последнее время считается, что собор построен монахом Фра Бевиньяте из Перуджи. Сооружение началось в 1290 году. Украшенный мозаикой и барельефами фасад считается одним из шедевров позднего Средневековья, также следует отметить скульптуры работы Лоренцо Маитани (XIV век). Внутри собора в капелле Мадонны ди Сан-Брицио имеются фрески Фра Беато Анджелико и Луки Синьорелли на тему Апокалипсиса (1499—1502). В 1840-х годах собор реставрировали русские архитекторы А. И. Резанов, Н. Л. Бенуа и А. И. Кракау.

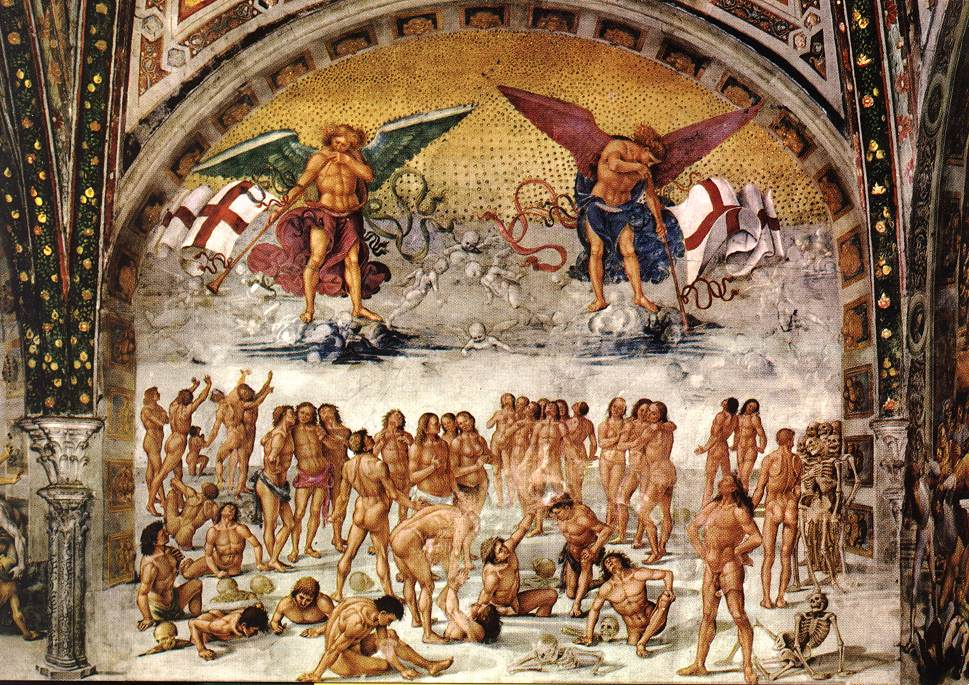
Лука Синьорелли «Воскрешение во плоти»

### Папская резиденция

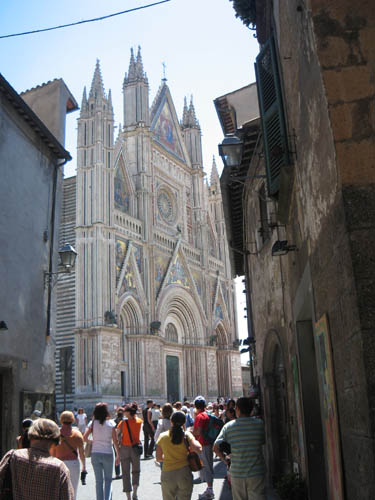
Вид на Дуомо из переулка

Долгое время город являлся папской территорией. Папа Бонифаций VIII был родом из Орвието и подарил свою статую для размещения на главных городских воротах. Это вызвало критику его противников.
В 1527 году во время осады Рима императором Священной Римской империи Карлом V папа Климент VII получил убежище в Орвието. По приказу Климента VII был построен колодец святого Патрика для обеспечения города водой в случае осады.

### Этрусские развалины
В Орвието находятся этрусские развалины и остатки стены, которая существовала более 2000 лет назад. В городе находится этрусский некрополь Crocifisso di Tufo.

### Подземный город
Под городом существует лабиринт пещер и тоннелей, прорытых в вулканических скальных породах. Подземный город долгое время был секретным. Ныне он открыт только для организованных групп.

## Города-побратимы
- Франция, Живор
- Япония, Маэбаси
- Палестина, Вифлеем
- США, Эйкен[англ.]

## Известные жители и уроженцы
- Марино Гримани — религиозный деятель, кардинал.
- Луиджи Манчинелли — композитор и известный дирижёр.
- Эрминия Фреццолини — итальянская оперная певица.